# Halowe Mistrzostwa Europy w Lekkoatletyce 2019 – bieg na 3000 m kobiet
Bieg na 3000 metrów kobiet – jedna z konkurencji biegowych rozgrywanych podczas halowych lekkoatletycznych mistrzostw Europy w hali Emirates Arena w Glasgow.
Tytuł sprzed dwóch lat obroniła Brytyjka Laura Muir.

## Terminarz
| Data    | Godzina |       |
| ------- | ------- | ----- |
| 1 marca | 21:40   | Finał |

## Rekordy
Tabela prezentuje halowy rekord świata, rekord Europy w hali, rekord halowych mistrzostw Europy, a także najlepsze osiągnięcia w hali w Europie i na świecie w sezonie 2019 przed rozpoczęciem mistrzostw.
|                                        | Zawodniczka             | Wynik   | Miejsce   | Data                  |
| -------------------------------------- | ----------------------- | ------- | --------- | --------------------- |
| Rekord świata                          | Genzebe Dibaba          | 8:16,60 | Sztokholm | 6 lutego 2014(dts)    |
| Rekord Europy                          | Laura Muir              | 8:26,41 | Karlsruhe | 28 sierpnia 2015(dts) |
| Rekord mistrzostw Europy               | Laura Muir              | 8:35,67 | Belgrad   | 5 marca 2017(dts)     |
| Najlepszy wynik na świecie w 2019 roku | Konstanze Klosterhalfen | 8:32,47 | Lipsk     | 16 lutego 2019(dts)   |
| Najlepszy wynik w Europie w 2019 roku  | Konstanze Klosterhalfen | 8:32,47 | Lipsk     | 16 lutego 2019(dts)   |

### Najlepsze wyniki w Europie
Poniższa tabela przedstawia 10 najlepszych rezultatów na Starym Kontynencie w sezonie 2019 przed rozpoczęciem mistrzostw.

W zestawieniu nie ujęto rosyjskich lekkoatletów zawieszonych z powodu afery dopingowej.
| Pozycja | Zawodniczka               | Reprezentacja   | Wynik   | Data              | Miejsce    |
| ------- | ------------------------- | --------------- | ------- | ----------------- | ---------- |
| 1.      | Konstanze Klosterhalfen   | Niemcy          | 8:32,47 | 16 lutego(dts) br | Lipsk      |
| 2.      | Melissa Courtney          | Wielka Brytania | 8:43,36 | 2 lutego(dts) br  | Karlsruhe  |
| 3.      | Alina Reh                 | Niemcy          | 8:43,72 | 16 lutego(dts) br | Lipsk      |
| 4.      | Karoline Bjerkeli Grøvdal | Norwegia        | 8:44,68 | 10 lutego(dts) br | Rud        |
| 5.      | Claudia Bobocea           | Rumunia         | 8:47,59 | 8 lutego(dts) br  | Madryt     |
| 6.      | Maureen Koster            | Holandia        | 8:47,61 | 2 lutego(dts) br  | Karlsruhe  |
| 7.      | Laura Muir                | Wielka Brytania | 8:48,03 | 9 lutego(dts) br  | Birmingham |
| 8.      | Hanna Klein               | Niemcy          | 8:50,57 | 2 lutego(dts) br  | Karlsruhe  |
| 9.      | Yolanda Ngarambe          | Szwecja         | 8:53,97 | 8 lutego(dts) br  | Boston     |
| 10.     | Luiza Gega                | Albania         | 8:56,04 | 16 lutego(dts) br | Stambuł    |

Pogrubioną czcionką oznaczono zawodniczki, które wystartowały na mistrzostwach.

## Rezultaty

### Finał
Źródło: european-athletics.org
| Pozycja | Zawodniczka               | Reprezentacja   | Czas    | Uwagi |
| ------- | ------------------------- | --------------- | ------- | ----- |
| 01 !    | Laura Muir                | Wielka Brytania | 8:30,61 | CR    |
| 02 !    | Konstanze Klosterhalfen   | Niemcy          | 8:34,06 |       |
| 03 !    | Melissa Courtney          | Wielka Brytania | 8:38,22 | PB    |
| 4.      | Alina Reh                 | Niemcy          | 8:39,45 | PB    |
| 5.      | Karoline Bjerkeli Grøvdal | Norwegia        | 8:52,12 |       |
| 6.      | Maureen Koster            | Holandia        | 8:56,22 |       |
| 7.      | Eilish McColgan           | Wielka Brytania | 8:59,71 |       |
| 8.      | Celia Antón               | Hiszpania       | 9:00,57 | PB    |
| 9.      | Viktória Gyürkés          | Węgry           | 9:03,56 | PB    |
| 10.     | Margherita Magnani        | Włochy          | 9:05,32 |       |
| 11.     | Cristina Espejo           | Hiszpania       | 9:06,26 |       |
| 12.     | Nada Pauer                | Austria         | 9:06,75 |       |
| 13.     | Julia van Velthoven       | Holandia        | 9:14,90 |       |
| 14.     | Yolanda Ngarambe          | Szwecja         | 9:17,53 |       |
| 15.     | Ophélie Claude-Boxberger  | Francja         | 9:19,55 |       |
| 16.     | Lisa Havell               | Szwecja         | 9:22,72 |       |